# 羅斯巴德鎮區 (明尼蘇達州波爾克縣)
羅斯巴德鎮區（英語：Rosebud Township）是位於美國明尼蘇達州波爾克縣的一個行政鎮區。

## 地方資料
羅斯巴德鎮區的面積為90.58平方千米，當中陸地面積為85.62平方千米，而水域面積為4.96平方千米。根據2020年美國人口普查的數據，當地共有人口310人，而人口密度為每平方千米3.42人。